# Красный Бор (Тутаевский район)
Красный Бор — посёлок в Тутаевском районе Ярославской области России. 
В рамках организации местного самоуправления входит в Левобережное сельское поселение, в рамках административно-территориального устройства — в Помогаловский сельский округ.

## География
Расположен у левого берега реки Волги, в 5 километрах к северо-западу (по прямой) от центра города Тутаева.

## Население
| 2007 | 2010 |
| ---- | ---- |
| 162  | ↘116 |

Согласно результатам переписи 2002 года, в национальной структуре населения русские составляли 98 % от всех жителей.